# Jan Koutný (calciatore)
Jan Koutný (14 ottobre 2004) è un calciatore ceco, portiere del Sigma Olomouc.

## Carriera

### Club
Cresciuto nel settore giovanile del Sigma Olomouc, dopo numerose stagioni con la squadra riserve ha debuttato in prima squadra il 28 luglio 2024 nell'incontro di 1. liga pareggiato 1-1 contro lo Slovan Liberec.

### Nazionale
Nel 2025 con la nazionale giovanile ceca Under-21 ha preso parte al campionato europeo Under-21, senza però giocare alcun incontro nel torneo.

## Statistiche

### Presenze e reti nei club
Statistiche aggiornate al 26 luglio 2025.
| Stagione        | Squadra         | Campionato      | Campionato | Campionato | Coppe nazionali | Coppe nazionali | Coppe nazionali | Coppe continentali | Coppe continentali | Coppe continentali | Altre coppe | Altre coppe | Altre coppe | Totale | Totale | Totale |
| Stagione        | Squadra         | Comp            | Pres       | Reti       | Comp            | Pres            | Reti            | Comp               | Pres               | Reti               | Comp        | Pres        | Reti        | Pres   | Reti   |        |
| --------------- | --------------- | --------------- | ---------- | ---------- | --------------- | --------------- | --------------- | ------------------ | ------------------ | ------------------ | ----------- | ----------- | ----------- | ------ | ------ | ------ |
| 2021-2022       | Sigma Olomouc B | MSFL            | 1          | 0          | -               | -               | -               | -                  | -                  | -                  | -           | -           | -           | 1      | 0      |        |
| 2022-2023       | Sigma Olomouc B | FNL             | 9          | -12        | -               | -               | -               | -                  | -                  | -                  | -           | -           | -           | 9      | -12    |        |
| 2023-2024       | Sigma Olomouc B | FNL             | 8          | -10        | -               | -               | -               | -                  | -                  | -                  | -           | -           | -           | 8      | -10    |        |
| 2024-2025       | Sigma Olomouc B | FNL             | 6          | -10        | -               | -               | -               | -                  | -                  | -                  | -           | -           | -           | 6      | -10    |        |
| 2024-2025       | Sigma Olomouc   | 1L              | 23         | -32        | CRC             | 4               | -3              | -                  | -                  | -                  | -           | -           | -           | 27     | -35    |        |
| 2025-2026       | Sigma Olomouc   | 1L              | 2          | 0          | CRC             | 0               | 0               | -                  | -                  | -                  | -           | -           | -           | 2      | 0      |        |
| Totale carriera | Totale carriera | Totale carriera | 49         | -67        |                 | 3               | -5              |                    | -                  | -                  |             | -           | -           | 52     | -72    |        |